# Hermann Demel

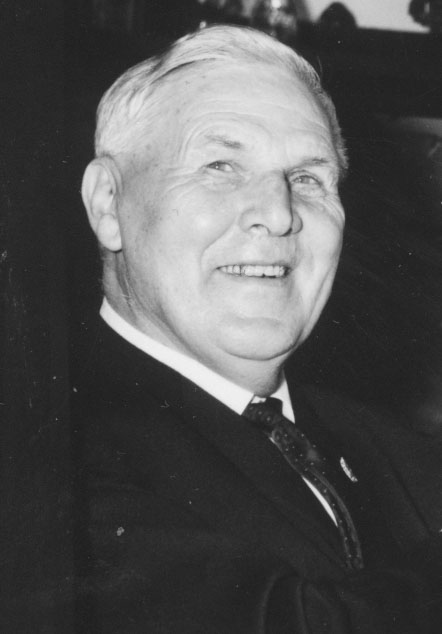
Hermann Demel, Bad Ischl, 1968

Hermann Demel (* 30. April 1897 in Ischl; † 17. November 1986 ebenda, Pseudonym: Hermann Demel-Freischmied) war ein österreichischer Volksdramatiker und Theaterverleger.

## Leben
Hermann Demel war gelernter Schlosser und Elektriker und arbeitete von 1922 bis 1950 bei der Eisenbahn. Er war beteiligt an der Elektrifizierung der Salzkammergutbahn und beim Wiederaufbau des zerbombten Bahnhofs Attnang-Puchheim.
Am 13. Dezember 1939 beantragte er die Aufnahme in die NSDAP und wurde zum 1. April 1940 aufgenommen (Mitgliedsnummer 7.573.694). Er war zudem Blockleiter in Ebensee.
Neben dem Beruf und in der Pension war Hermann Demel Theaterregisseur, Schriftsteller und Journalist. Er schrieb und inszenierte vor allem für die Arbeiterbühne Ebensee (bis 1938) und für die Volksspielgruppe Bad Ischl (ab 1945). Er war Autor und Berichterstatter der Salzkammergut-Zeitung (Gmunden). Er verfasste 48 volkstümliche Theaterstücke (hauptsächlich im österreichisch-bairischen Dialekt), dazu Hörspiele und Kurzspiele. Sein erstes Stück (Wahn und Liebe) stammt von 1924, sein letztes Stück (Auferstehung) von 1970. Weiters bearbeitete er 21 Theaterstücke von anderen Autoren (unter anderem von Johann Felix, Vinzenz Komposch und Franz Streicher). Hermann Demel gründete 1958 in Bad Ischl einen Theaterverlag für Volksstücke, sein Engagement galt dem Volks-, Laien- und Amateurtheater. Er war 1961 Mitbegründer der Internationalen Gesellschaft – Die Operette (heute Lehár Festival Bad Ischl).
Hermann Demel war zweimal verheiratet und hatte zwei Söhne aus der ersten Ehe.

## Auszeichnungen
- 1973 Goldenes Verdienstzeichen der Republik Österreich
- 1977 Max-Mell-Medaille (für Amateurtheater)
- 1977 Goldenes Ehrenzeichen des Stelzhamer-Bundes
- 1981 Silbernes Ehrenzeichen des Landes Oberösterreich

## Werke

### Bühnenmanuskripte (Auswahl)
- Auferstehung (Osterspiel, UA 1972 in Schlierbach)
- Der Brandstifter (UA 1936 in Ebensee)
- Die brennende Liab (UA 1947 in Vöcklabruck)
- Endstation Heimat (UA 1951 in Salzburg)
- Der feurige Elias (Volksoperette, Co-Autor: Maximilian Gottwald, Musik: Rudi Gfaller, UA 1963 in Bad Ischl, 1963 und 1966 im ORF-Fernsehen)
- Der Geist von Sumsenbach oder Die Kulturbremser (Neufassung, UA 1950 in Bad Ischl und Bad Aussee)
- Die gestohlene Braut (erste belegte Aufführung 1962 in Obertrixen)
- Das Musterdirndl (UA 1933 in Bad Aussee)
- Der neue Hausherr (UA 1938 in Ebensee)
- Politik im Walzertakt oder Virginia und der Kaiser (Musical, Musik: Eugen Brixel, UA konzertant 1969 in Bad Ischl)
- Die schöne Almerin (UA 1936 in Ebensee)
- Schürzenjäger (erste belegte Aufführung 1947 in Steyregg)
- Der Stern (Weihnachtsspiel, UA 1959 in Bad Ischl)
- Die Teufelsdirn (erste belegte Aufführung 1942 in Gmunden), Neubearbeitung von Toni Bichler (UA 1981 in Sistrans)
- Der Verlobungsdiwan (UA 1968 in Aurolzmünster)

Drei Stücke erscheinen beim Österreichischen Bühnenverlag Kaiser & Co., Wien. Für alle anderen Stücke liegen die Aufführungs- und Verwertungsrechte beim Theater- und Architekturverein "Bespielte Bretter", Bad Ischl.

### Bücher/Schriften
- Fröhliches Salzkammergut. Lustige und besinnliche Geschichten aus dem Tale der Traun. Europäischer Verlag, Wien 1956.
- Bauer, gib uns Brot. Ein Spiel. Spielreihe der Katholischen Jugend Österreichs Band 32. Fährmann-Verlag, Wien 1954.
- Eisenbahnen im Salzkammergut. In: Bad Ischl. Heimatbuch 2004. Rudolf-Wimmer-Verlag, Bad Ischl 2004, S. 413–420.